# Dichagyris chrysopyga
Dichagyris chrysopyga är en fjärilsart som beskrevs av Charles Boursin 1963. Dichagyris chrysopyga ingår i släktet Dichagyris och familjen nattflyn. Inga underarter finns listade i Catalogue of Life.